# Jacques Henrard
Pour les articles homonymes, voir Henrard.
Œuvres principales
- L’écluse de novembre (1965)
- Le Marcheur à genoux (2008)

Jacques Henrard, né le 1er mai 1920 à Mont-sur-Marchienne et mort le 13 mai 2008, est un écrivain, dramaturge et critique d'art belge. Il a été lauréat du prix Victor Rossel 1965 pour L'Écluse de novembre, publié chez Casterman.

## Œuvres

### Romans
- L'Homme brun (Casterman, 1963)
- L'Écluse de novembre (Casterman, 1965)
- Gaspard sur la brèche (La Renaissance du livre, 1971)
- Le Soleil de leurs cheveux (La Renaissance du livre, 1975)
- Le Carré blanc (La Renaissance du livre, 1978) prix Sander Pierron de l'Académie royale de langue et de littérature françaises de Belgique
- La Petite Gare des rendez-vous (La Renaissance du livre, 1984)
- Du bleu dans les nuages (Dricot, 1985)
- Dieu entra par la fenêtre (Éditions L'Âge d'Homme, 1995)
- Moi, Madame ! (Éditions L'Âge d'Homme, 2000)
- Le Conteneur (Éditions L'Âge d'Homme, 2001)
- À samedi (Éditions L'Âge d'Homme, 2004)

### Essais
- Le Marcheur à genoux (Éditions L'Âge d'Homme, 2008)

### Théâtre
- Les Seigneurs (1967), prix de la Société des auteurs et compositeurs dramatiques
- Tu ne crois pas qu’on nous regarde ?, (1970) prix biennal de littérature dramatique de la province de Liège
- Pavane pour Françoise et le Roi, (1974)
- La Maison du prêtre, (1980), prix biennal de littérature dramatique de la province de Liège
- Le Bal des belles, (1981), prix Charles Plisnier
- Ciel nuageux avec des éclaircies, (1985)
- La Petite Guare des rendez-vous, (1985), prix du Conseil de la Communauté française
- Le Lac de Bolséna, (1986)
- Couleurs de femmes, (1994)
- J’ai oublié de naître, (1998), prix biennal de littérature dramatique française de la province de Liège
- De Pablito à Picasso, (2000)
- Amour, amour, (2008), créée le 8 août 2008 au Festival de Théâtre de Spa par l’Atelier Théâtre Jean Vilar dans une mise en scène de Cécile Van Snick.

### Radio
- Ciel nuageux avec des éclaircies, RTBF, 1983.
- Les Dix Âges de Lise, (prix de la SACD - Radio France internationale)
- Cinq ans et des cadeaux, RTBF, 1992.

### Spectacles
- La Collégiale de Huy en son et lumière, 1975
- Et le pinceau devint libre…, 1987
- De pierre et de sang, 1988
- Entre fleuve et torrent, 1991